# 折り畳みウィジェット

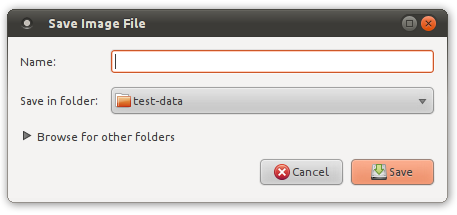
GTK+ファイルダイアログの折り畳みウィジェット（「Browse for other folders...」）。

折り畳みウィジェット、エクスパンダ (英: disclosure widget, expander)は、インターフェイスの特定の領域で「子」ウィジェットのコレクションを表示または非表示にするために使用されるグラフィカルな制御要素のこと。ウィジェットは、重要でない設定や情報を非表示にするため、ダイアログボックスがすっきりする。
折り畳みウィジェットは、ユーザーが展開または折りたたむことができる。この対応には画面上に追加のスペースが必要になるため、広げたときに包含ウィンドウのサイズが拡張される場合がある。ウィジェットの状態は、多くの場合、横に三角形が付いたラベルで示され、(折りたたみ、展開) の状態でそれぞれ (→、↓)、または (↓、↑)の向きの三角形がラベルに表示される。一部の折り畳みウィジェットは、折りたたむとプラスボタン、展開するとマイナスボタンとして表示される。
一部の実装では、ウィジェットは折り畳み状態を記憶できる。これにより、ユーザーがインターフェイスに慣れることがより簡単になる。他の実装では、新しく表示されたコントロール用のスペースを確保するために、クリックするとウィジェットが消える。
一部のユーザーインターフェイス設計者は、このウィジェットを「norgie」 、または「twistie」と呼んでいる。 